# Марк Йоахім
Марк Йоахім (нім. Mark Joachim; нар. 1 січня 1973) — колишній німецький тенісист.
Найвищу одиночну позицію світового рейтингу — 266 місце досяг 7 грудня 1998, парну — 363 місце — 14 листопада 1994 року.

## Фінали ITF Ф'ючерс

### Одиночний розряд: 2 (0–2)
| Результат | В-П | Дата     | Турнір                       | Покриття | Суперник          | Рахунок  |
| --------- | --- | -------- | ---------------------------- | -------- | ----------------- | -------- |
| Поразка   | 0–1 | Вер 1998 | Франція F5, Баньєр-де-Бігорр | Тверде   | Тьєррі Гвардьйола | 2–6, 3–6 |
| Поразка   | 0–2 | Лис 2007 | Іспанія F41, Гран-Канарія    | Ґрунт    | Мануель Джоркуера | 2–6, 3–6 |

### Парний розряд: 1 (0–1)
| Результат | В-П | Дата     | Турнір                    | Покриття | Партнер   | Суперники                                  | Рахунок  |
| --------- | --- | -------- | ------------------------- | -------- | --------- | ------------------------------------------ | -------- |
| Поразка   | 0–1 | Лис 2006 | Іспанія F38, Гран-Канарія | Ґрунт    | Заша Гесе | Сесар Феррер Вікторія Марк Форнель Местрес | 0–6, 4–6 |